# Прата Санита
Пра̀та Санѝта (на италиански: Prata Sannita) е село и община в Южна Италия, провинция Казерта, регион Кампания. Разположено е на 333 m надморска височина. Населението на общината е 1605 души (към 2010 г.).